# Uusi Päivä (Helsingfors)
Uusi Päivä var en finskspråkig kvällstidning som utkom mellan 1917 och 1918 i Helsingfors.
Tidningen var organ för gammalfinnarna och förespråkade Finlands självständighet.